# Hyponephele latistigma
Hyponephele latistigma är en fjärilsart som beskrevs av Moore 1893/96. Hyponephele latistigma ingår i släktet Hyponephele och familjen praktfjärilar. Inga underarter finns listade i Catalogue of Life.